# 江原由夏
江原 由夏（えばら ゆか、1985年8月26日 - ）は、日本の女優。千葉県出身。

## 出演

### 映画
- 『夢売るふたり』（2012年、西川美和監督） - 皆川ひとみ 役
- 『ただいま、ジャクリーン』（2013年、大九明子監督） - 久美 役

### テレビドラマ
- 『夜のせんせい』（2014年、TBS） - 木村 政代 役